# Подере Весковато (Перуђа)
Подере Весковато је насеље у Италији у округу Перуђа, региону Умбрија.
Према процени из 2011. у насељу је живело 89 становника. Насеље се налази на надморској висини од 171 м.